# San Felipe (kommun i Chile)
San Felipe är en kommun i Chile.   Den ligger i provinsen Provincia de San Felipe och regionen Región de Valparaíso, i den södra delen av landet, 80 km norr om huvudstaden Santiago de Chile.
Runt San Felipe är det i huvudsak tätbebyggt. Runt San Felipe är det ganska glesbefolkat, med 29 invånare per kvadratkilometer.